# Чіндогу
Чіндогу (яп. 珍道具) - це японське мистецтво винайдення щоденних простроїв, які виглядають як ідеальне рішення для певної проблеми, але фактично непотрібні.